# Dikhan (cràter)
Dikhan és un cràter sobre la superfície del planeta nan Ceres, situat amb el sistema de coordenades planetocèntriques a 83 ° de latitud nord i 87 ° de longitud est. Fa un diàmetre de 21 km. El nom va ser fet oficial per la UAI l'onze d'agost del 2017 i fa referència a Dikhan, divinitat preislàmica de l'agricultura de la cultura dels kazakh.